# ميرتشا روس
ميرتشا روس (بالرومانية: Mircea Rus)‏ هو لاعب كرة قدم روماني في مركز الدفاع، ولد في 9 أبريل 1978 في Câmpia Turzii ‏ في رومانيا. لعب مع بولتيهنيكا تيميسوارا وجامعة كلوج.